# Шатле (Белгија)
Шатле (фр. Châtelet) је општина у Белгији у региону Валонија у покрајини Ено. Према процени из 2007. у општини је живело 35.813 становника.

## Становништво
Према процени, у општини је 1. јануара 2015. живело 36.439 становника.
| 1984.  | 2000.  | 2010. | 2015. |
| ------ | ------ | ----- | ----- |
| 38.405 | 35.452 | 36050 | 36439 |